# Oléoduc Grozny-Touapsé
L'oléoduc Grozny-Touapsé est un oléoduc de 618 km qui relie Grozny et ses gisements pétroliers en Tchétchénie à Touapsé dans le kraï de Krasnodar sur la mer Noire en Russie.
L'oléoduc, ouvert en 1928, a été conçu par Vladimir Choukhov.